# 一〇〇式擲弾器

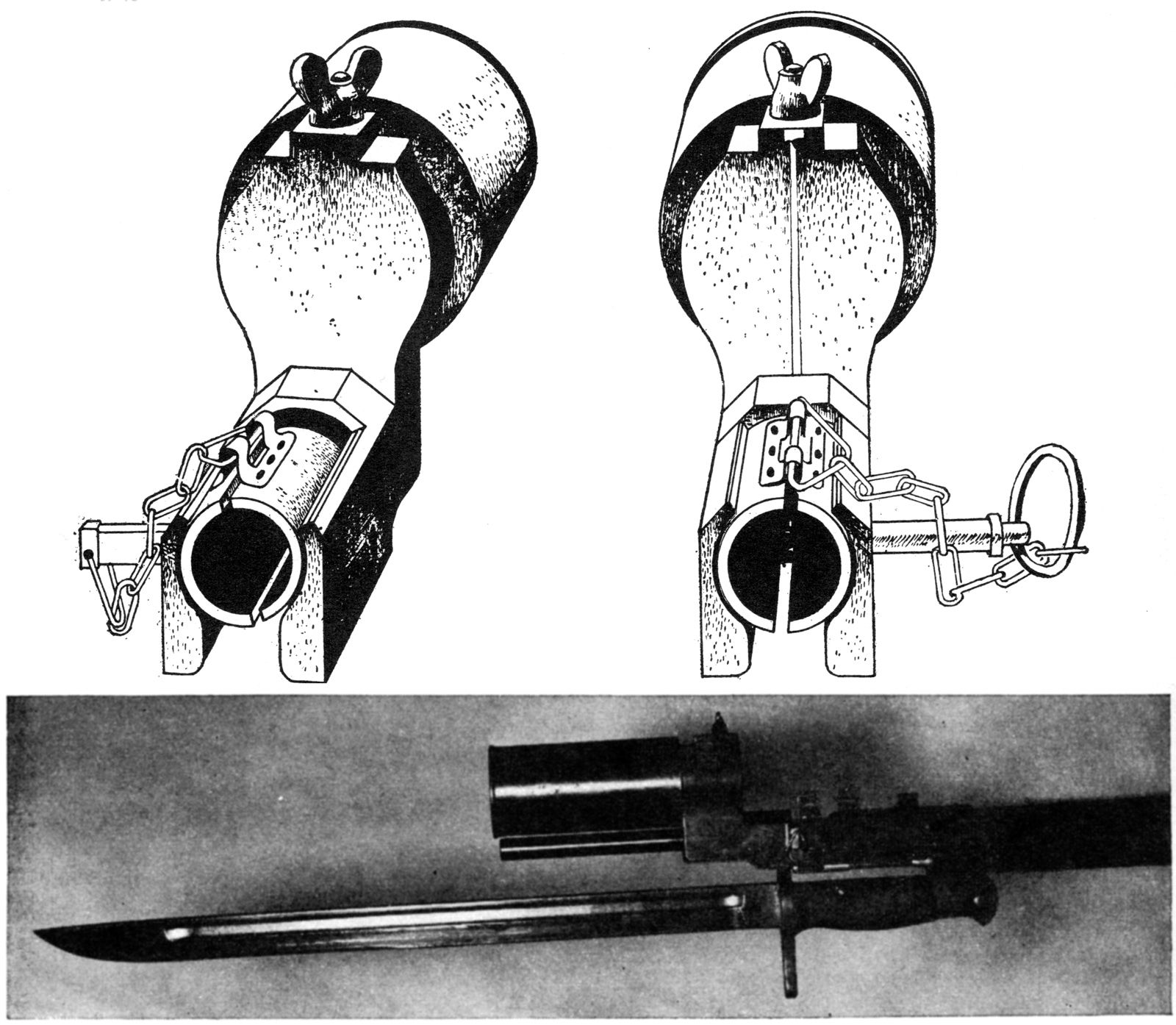
一〇〇式擲弾器の後方。固定用の鎖がつけられている。側面を示す写真は6.5mm小銃用。

一〇〇式擲弾器（ひゃくしきてきだんき）とは日本軍が制式化したライフルグレネード放射用の兵器である。

## 概要
1940年（昭和15年・皇紀2600年）に採用されたこの擲弾器は、手榴弾を専門に放射するための物であり、他の榴弾や対戦車能力を有する砲弾を発射するようには設計されていなかった。取り付けても小銃の機能や射撃精度には影響が出ない。
ヨーロッパの戦闘において擲弾器は大きな効果を上げており、日本でもこの種の兵器の研究が望まれていた。従来日本陸軍では擲弾器と同様の兵器として村田銃改造の擲弾銃を装備していたが、これは大型で、また弾薬も弾底にロッドの付いた扱いにくい榴弾であった。
昭和14年2月、陸軍技術本部により研究開始。5月に試製完了。実弾および空包を使用する二種が作成されたが、空包の使用は弾薬輸送の都合上不都合であるとされたため、研究は実包を使用する物のみに絞られた。射撃試験等を経て11月に実用試験を開始。実用に適するとされ、仮制式制定された。
さらにこの後にも改修が続けられた。昭和16年7月、改修。昭和17年2月、口径7.7mm用の擲弾器を全て6.5mm用とするよう改修。しかし、対戦車能力を欠く本擲弾器は、後継のタ弾を使用する擲弾器と比較して魅力のある兵器ではなくなっていた。

## 構造
本兵器は小銃の銃口部分に取付器を介して結合するカップ状の擲弾器である。この擲弾器の形状は、発射された小銃弾を通過させる、弾丸射出用のパイプを有した取付器と、そのパイプの上方に内径45.2mmの、手榴弾を収容する筒部が位置する。筒の底面へは、取付器の内部から導入されるガス孔が通じている。
取り付けると擲弾器は銃口の上部にカップ状の筒部が位置する。この取付器には弾丸射出孔が開かれており、弾丸はこの孔を介して外部へ出る。取り付けても発砲時の発射精度、小銃の機能などに影響はない。発砲時のガスは擲弾器のガス導入孔へと一部が導かれ、カップ状の筒部後方に出る。このガス圧によって手榴弾が推進し、放射される。
総重量は830g、全長250mm。筒の内径45.2mm、筒の肉厚は1.5mmである。使用する小銃は三八式歩兵銃、三八式騎銃、九九式小銃、九九式短小銃だった。

## 発射と性能
擲弾器を取り付け、筒の前端から安全栓を抜いた九九式手榴弾を押し入れる。この際、信管が前方を向いているように装填する。射角30度、ガス漏孔を全閉にしたときには射程110mが得られた。これ以内の射撃には射角を下げ、さらに近距離に放射するならばガス漏れ孔を開く。これは撃ち出される手榴弾の速度を減らし、勢いよく転がりすぎることを避けるためである。射角30度以上では手榴弾が空中炸裂し、地上目標に無効となった。